# المسيح والمرأة السامرية
المرأة السامرية هي شخصية وردت في إنجيل يوحنا.

## فيالإنجيل

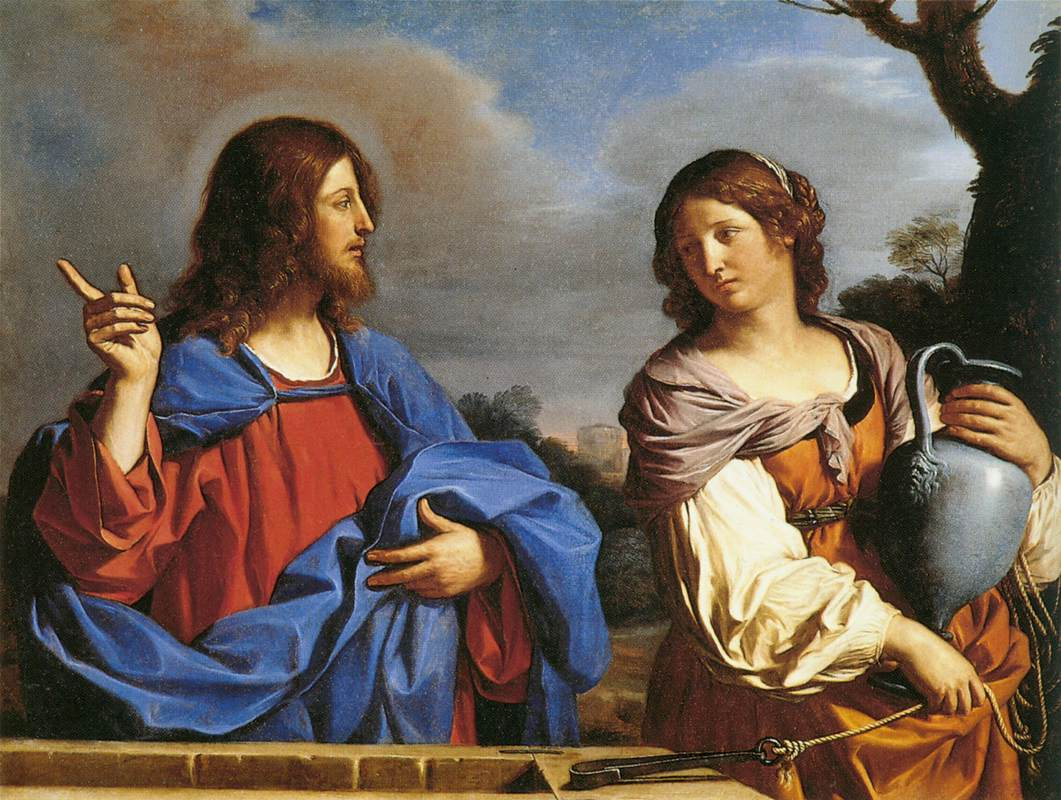
لوحة للفنان غوتشينو تتحدث عن المرأة السامرية والمسيح.

ورد ذكر المرأة السامرية في إنجيل يوحنا 5/4-43 :
فَأَتَى إِلَى مَدِينَةٍ مِنَ ٱلسَّامِرَةِ تُدْعَى سُوخَارَ بِقُرْبِ ٱلْحَقْلِ ٱلَّذِي أَعْطَاهُ يَعْقُوبُ لِيُوسُفَ ٱبْنِهِ. 6 وَكَانَ هُنَاكَ نَبْعُ يَعْقُوبَ. وَإِذْ كَانَ يَسُوعُ قَدْ أَعْيَا مِنَ ٱلسَّفَرِ جَلَسَ هٰكَذَا عَلَى ٱلنَّبْعِ. وَكَانَ نَحْوَ ٱلسَّاعَةِ ٱلسَّادِسَةِ.
7 فَجَاءَتِ ٱمْرَأَةٌ سَامِرِيَّةٌ لِتَسْتَقِيَ مَاءً. فَقَالَ لَهَا يَسُوعُ: «أَعْطِينِي لِأَشْرَبَ». 8 (فَإِنَّ تَلَامِيذَهُ كَانُوا قَدْ مَضَوْا إِلَى ٱلْمَدِينَةِ لِيَشْتَرُوا طَعَامًا). 9 فَقَالَتْ لَهُ ٱلْمَرْأَةُ ٱلسَّامِرِيَّةُ: «كَيْفَ تَطْلُبُ مِنِّي لِتَشْرَبَ، وَأَنْتَ يَهُودِيٌّ وَأَنَا ٱمْرَأَةٌ سَامِرِيَّةٌ؟». (فَإِنَّ ٱلْيَهُودَ لَا يَتَعَامَلُونَ مَعَ ٱلسَّامِرِيِّينَ). 10 أَجَابَ يَسُوعُ وَقَالَ لَهَا: «لَوْ كُنْتِ تَعْرِفِينَ هِبَةَ ٱللهِ وَمَنْ هُوَ ٱلَّذِي يَقُولُ لَكِ: ‹أَعْطِينِي لِأَشْرَبَ›، لَطَلَبْتِ أَنْتِ مِنْهُ فَأَعْطَاكِ مَاءً حَيًّا». 11 قَالَتْ لَهُ: «يَا سَيِّدُ، لَيْسَ لَدَيْكَ حَتَّى دَلْوٌ تَسْتَقِي بِهَا، وَٱلْبِئْرُ عَمِيقَةٌ. فَمِنْ أَيْنَ لَكَ هٰذَا ٱلْمَاءُ ٱلْحَيُّ؟ 12 أَأَنْتَ أَعْظَمُ مِنْ أَبِينَا يَعْقُوبَ، ٱلَّذِي أَعْطَانَا ٱلْبِئْرَ، وَشَرِبَ مِنْهَا هُوَ وَبَنُوهُ وَمَاشِيَتُهُ؟». 13 أَجَابَ يَسُوعُ وَقَالَ لَهَا: «كُلُّ مَنْ يَشْرَبُ مِنْ هٰذَا ٱلْمَاءِ يَعْطَشُ ثَانِيَةً. 14 مَنْ يَشْرَبُ مِنَ ٱلْمَاءِ ٱلَّذِي أُعْطِيهِ أَنَا لَهُ فَلَنْ يَعْطَشَ أَبَدًا، بَلِ ٱلْمَاءُ ٱلَّذِي أُعْطِيهِ لَهُ يَصِيرُ فِيهِ نَبْعَ مَاءٍ يَنْبَعُ فَيَمْنَحُ حَيَاةً أَبَدِيَّةً». 15 قَالَتْ لَهُ ٱلْمَرْأَةُ: «يَا سَيِّدُ، أَعْطِنِي هٰذَا ٱلْمَاءَ، لِكَيْلَا أَعْطَشَ وَلَا أَظَلَّ آتِي إِلَى هُنَا لِأَسْتَقِيَ مَاءً».
16 قَالَ لَهَا: «اِذْهَبِي وَٱدْعِي زَوْجَكِ وَتَعَالَيْ إِلَى هُنَا». 17 أَجَابَتِ ٱلْمَرْأَةُ وَقَالَتْ: «لَا زَوْجَ لِي». قَالَ لَهَا يَسُوعُ: «حَسَنًا قُلْتِ: ‹لَيْسَ لِي زَوْجٌ›. 18 فَقَدْ كَانَ لَكِ خَمْسَةُ أَزْوَاجٍ، وَٱلَّذِي لَكِ ٱلْآنَ لَيْسَ زَوْجَكِ. هٰذَا قُلْتِهِ بِٱلصِّدْقِ». 19 قَالَتْ لَهُ ٱلْمَرْأَةُ: «يَا سَيِّدُ، أَرَى أَنَّكَ نَبِيٌّ. 20 آبَاؤُنَا عَبَدُوا فِي هٰذَا ٱلْجَبَلِ، وَلٰكِنْ أَنْتُمْ تَقُولُونَ إِنَّ فِي أُورُشَلِيمَ ٱلْمَكَانَ ٱلَّذِي يَنْبَغِي أَنْ تَكُونَ فِيهِ ٱلْعِبَادَةُ». 21 قَالَ لَهَا يَسُوعُ: «صَدِّقِينِي يَا ٱمْرَأَةُ، تَأْتِي ٱلسَّاعَةُ حِينَ تَعْبُدُونَ ٱلْآبَ لَا فِي هٰذَا ٱلْجَبَلِ وَلَا فِي أُورُشَلِيمَ. 22 أَنْتُمْ تَعْبُدُونَ مَا لَسْتُمْ تَعْرِفُونَ، وَنَحْنُ نَعْبُدُ مَا نَعْرِفُ، لِأَنَّ ٱلْخَلَاصَ يَأْتِي مِنَ ٱلْيَهُودِ. 23 وَلٰكِنْ تَأْتِي ٱلسَّاعَةُ، وَهِيَ ٱلْآنَ، حِينَ ٱلْعُبَّادُ ٱلْحَقِيقِيُّونَ يَعْبُدُونَ ٱلْآبَ بِٱلرُّوحِ وَٱلْحَقِّ، فَإِنَّ ٱلْآبَ طَالِبٌ مِثْلَ هٰؤُلَاءِ لِيَعْبُدُوهُ. 24 اَللهُ رُوحٌ، وَٱلَّذِينَ يَعْبُدُونَهُ لَا بُدَّ لَهُمْ أَنْ يَعْبُدُوهُ بِٱلرُّوحِ وَٱلْحَقِّ». 25 قَالَتْ لَهُ ٱلْمَرْأَةُ: «أَنَا أَعْرِفُ أَنَّ مَسِيَّا، ٱلَّذِي يُدْعَى ٱلْمَسِيحَ، آتٍ. فَمَتَى جَاءَ ذَاكَ، يُعْلِنُ لَنَا كُلَّ شَيْءٍ جَهْرًا». 26 قَالَ لَهَا يَسُوعُ: «إِنَّهُ أَنَا ٱلَّذِي أُكَلِّمُكِ».
27 وَعِنْدَ ذٰلِكَ وَصَلَ تَلَامِيذُهُ، وَتَعَجَّبُوا مِنْ أَنَّهُ يُكَلِّمُ ٱمْرَأَةً. لٰكِنَّ أَحَدًا لَمْ يَقُلْ: «مَاذَا تَطْلُبُ؟» أَوْ: «لِمَاذَا تُكَلِّمُهَا؟». 28 فَتَرَكَتِ ٱلْمَرْأَةُ جَرَّتَهَا وَمَضَتْ إِلَى ٱلْمَدِينَةِ وَقَالَتْ لِلنَّاسِ: 29 «تَعَالَوُا ٱنْظُرُوا إِنْسَانًا قَالَ لِي كُلَّ مَا فَعَلْتُ. أَلَعَلَّ هٰذَا هُوَ ٱلْمَسِيحُ؟». 30 فَخَرَجُوا مِنَ ٱلْمَدِينَةِ وَأَتَوْا إِلَيْهِ.
31 فِي أَثْنَاءِ ذٰلِكَ كَانَ ٱلتَّلَامِيذُ يُلِحُّونَ عَلَيْهِ، قَائِلِينَ: «رَابِّي، كُلْ». 32 وَلٰكِنَّهُ قَالَ لَهُمْ: «لِي طَعَامٌ آكُلُهُ لَسْتُمْ تَعْرِفُونَهُ». 33 فَقَالَ ٱلتَّلَامِيذُ بَعْضُهُمْ لِبَعْضٍ: «هَلْ أَتَاهُ أَحَدٌ بِشَيْءٍ لِيَأْكُلَ؟». 34 قَالَ لَهُمْ يَسُوعُ: «طَعَامِي أَنْ أَعْمَلَ مَشِيئَةَ ٱلَّذِي أَرْسَلَنِي وَأُنْهِيَ عَمَلَهُ. 35 أَمَا تَقُولُونَ: هِيَ أَرْبَعَةُ أَشْهُرٍ بَعْدُ وَيَأْتِي ٱلْحَصَادُ؟ هَا أَنَا أَقُولُ لَكُمْ: اِرْفَعُوا أَعْيُنَكُمْ وَٱنْظُرُوا ٱلْحُقُولَ، إِنَّهَا قَدِ ٱبْيَضَّتْ لِلْحَصَادِ. وَمُنْذُ ٱلْآنَ 36 ٱلْحَاصِدُ يَأْخُذُ أُجْرَةً وَيَجْمَعُ ثَمَرًا لِلْحَيَاةِ ٱلْأَبَدِيَّةِ، لِكَيْ يَفْرَحَ ٱلزَّارِعُ وَٱلْحَاصِدُ مَعًا. 37 فَإِنَّهُ فِي هٰذَا يَصْدُقُ ٱلْقَوْلُ: وَاحِدٌ يَزْرَعُ وَآخَرُ يَحْصُدُ. 38 أَنَا أَرْسَلْتُكُمْ لِتَحْصُدُوا مَا لَمْ تَكُدُّوا فِيهِ. آخَرُونَ كَدُّوا، وَأَنْتُمْ جَنَيْتُمْ ثَمَرَةَ كَدِّهِمْ».
39 وَآمَنَ بِهِ سَامِرِيُّونَ كَثِيرُونَ مِنْ تِلْكَ ٱلْمَدِينَةِ بِسَبَبِ كَلَامِ ٱلْمَرْأَةِ ٱلَّتِي شَهِدَتْ قَائِلَةً: «قَالَ لِي كُلَّ مَا فَعَلْتُ». 40 فَلَمَّا جَاءَ إِلَيْهِ ٱلسَّامِرِيُّونَ سَأَلُوهُ أَنْ يَمْكُثَ عِنْدَهُمْ، فَمَكَثَ هُنَاكَ يَوْمَيْنِ. 41 فَآمَنَ أُنَاسٌ أَكْثَرُ جِدًّا بِسَبَبِ مَا قَالَهُ، 42 وَقَالُوا لِلْمَرْأَةِ: «لَسْنَا بَعْدُ بِسَبَبِ كَلَامِكِ نُؤْمِنُ، فَنَحْنُ بِأَنْفُسِنَا سَمِعْنَا وَنَعْرِفُ أَنَّ هٰذَا هُوَ حَقًّا مُخَلِّصُ ٱلْعَالَمِ».
43 وَبَعْدَ ٱلْيَوْمَيْنِ مَضَى مِنْ هُنَاكَ إِلَى ٱلْجَلِيلِ.

## القصة
بحسب المسيحية، فقد حدثت القصة أثناء عودة يسوع إلى الجليل، فقد توقف ليستريح عند بئر في السامرة يدعى بئر يعقوب، وكانوا تلاميذه قد ذهبوا إلى البلدة ليبتاعوا طعامًا. فيجد يسوع امرأة سامرية جاءت لتستقي ماء. فيقول لها: أعطيني لاشرب. فتفاجأت المرأة لأنها سامرية ويسوع يهودي، ومعظم اليهود ينظرون للسامريين على أنهم أجانب وأنهم أعداء لهم، بالرغم من مشاركتهم بعضهم لأغلب المعتقدات، ولكن كان بعض اليهود أيضًا ينظرون للسامريين على أنهم أصدقاء وزملاء، فهم يؤمنون بالتوراة عدا أنهم يؤمنون بأن جبل جرزيم في نابلس هو الجبل المقدس عوضًا عن جبل صهيون في القدس.
بعدها بدأ يسوع باستخدام دلالة الماء الذي لا يجعلك تعطش على الحق المتعلق بالله. وهذا الحق هو كالماء المانح الحيا، فيمكن ان يعطي الشخص حياة أبدية. فتندهش المرأة وازداد اندهاشها عندما يطلب رؤية زوجها فتجيبه بأنه ليس لديها زوج، فيقول لها بأنه كان لها خمسة أزواج وهي الآن تعيش مع شخص ليس بزوجها، فتتعجب المرأة لأن كل كلام يسوع كان حقيقيًا.

## مواقع خارجية
- إصدارات كتب قصص الكتاب المقدس: يسوع والمرأة السامريَّة